# Mi chiamano Mimì
« Mi chiamano Mimì » est un air d'opéra pour soprano, extrait de La Bohème de Puccini, livret de Giuseppe Giacosa et Luigi Illica d'après le roman d’Henri Murger, Scènes de la vie de bohème, et de son adaptation théâtrale, La Vie de bohème.
Mimì, le personnage féminin principal, répond à l'invitation de Rodolfo, son voisin qu'elle vient de rencontrer pour la première fois, de lui révéler qui elle est. Cet air se situe au cours du premier tableau, juste après le fameux air pour ténor « Che gelida manina ». Puccini le trouvait quelconque, et a failli le supprimer[réf. nécessaire].

## Texte
| Paroles originales (italien) | Traduction française |
| --- | --- |
| Mimì Mi chiamano Mimì, ma il mio nome è Lucia. La storia mia è breve. A tela o a seta ricamo in casa e fuori... Son tranquilla e lieta ed è mio svago far gigli e rose. Mi piaccion quelle cose che han sì dolce malìa, che parlano d'amor, di primavere, che parlano di sogni e di chimere, quelle cose che han nome poesia... Lei m'intende? Rodolfo Sì. Mimì Mi chiamano Mimì, il perché non so. Sola, mi fo il pranzo da me stessa. Non vado sempre a messa, ma prego assai il Signore. Vivo sola, soletta là in una bianca cameretta: guardo sui tetti e in cielo; ma quando vien lo sgelo il primo sole è mio il primo bacio dell'aprile è mio. Germoglia in un vaso una rosa... Foglia a foglia la spio! Cosi gentile il profumo d'un fiore! Ma i fior ch'io faccio, Ahimè! non hanno odore. Altro di me non le saprei narrare. Sono la sua vicina che la vien fuori d'ora a importunare. | Mimì On m'appelle Mimì, Mais mon vrai nom est Lucia. Mon histoire est brève. Sur de la toile, sur de la soie, Je brode chez moi ou dehors. Je suis tranquille et heureuse. Mon passe-temps, c'est faire des lys et des roses. Elles me plaisent, ces choses qui ont ce charme si doux, qui parlent d'amour, de printemps, de songes et de chimères : ces choses que l'on nomme poésie. Me comprenez-vous? Rodolfo Oui. Mimì On m'appelle Mimì, Et j'en ignore le pourquoi. Seule, je me prépare pour moi-même mon déjeuner. Je ne vais pas toujours à la messe, Mais je prie beaucoup le Seigneur. Je vis seule, toute seule. Depuis une petite chambre blanche, Je regarde les toits et le ciel. Mais lorsqu'arrive le dégel Le premier soleil est à moi, Le premier baiser d'avril est à moi. Quand bourgeonne une rose dans un vase, Feuille après feuille, je la guette. Comme il est léger, le parfum d'une fleur ! Mais les fleurs que je fais, Hélas !, n'ont pas d'odeur. Je ne saurais vous en dire davantage sur moi. Je suis votre voisine Qui, à une heure indue, vient vous importuner. |

## Analyse littéraire
On peut voir dans cet air l'expression lyrique de la joie de vivre simplement. La bohème est un mode de vie frugal mais qui n'empêche pas le bonheur, au contraire. Mimi vit seule, se contente de peu, mais sait profiter des choses simples, telles que les fleurs et le soleil d'avril qui embrasse ses joues quand vient le dégel. Même si son destin est tragique et que, plus tard, l'achat d'un béguin pour se coiffer la comble, elle représente la simplicité proche de la nature. Il n'est pas besoin de beaucoup pour être heureux. Il suffit d'être attentif aux beautés de la nature, et à l'amour de ses proches.
Figure du petit peuple ouvrier de Paris, Mimi est un personnage si naturellement sensible, que son bonheur est fait de ces délicats moments que lui offre la nature. En cela, elle est l'incarnation d'un certain romantisme, romantisme qui pourrait avoir pour origines lointaines la pensée de Rousseau et de Goethe.